# Röda dagar (musikalbum)
Röda dagar är ett julalbum från 2013 av Erik Linder.

## Låtlista
1. Jul, jul, strålande jul (Gustaf Nordqvist, Edvard Evers)
2. Röda dagar (Erik Linder, Johan Randén, Nicklas Eklund)
3. Gläns över sjö och strand (Ivar Widén, Viktor Rydberg)
4. Jul i stan (Johan Larsson, Erik Linder)
5. Stilla natt (Stille Nacht, heilige Nacht) (Franz Gruber, Torsten Fogelqvist)
6. Jag känner lugnet i kväll (Erik Linder)
7. Julen är här igen (Erik Linder, Fredrik Wide)
8. Min gamla stad (Jörgen Toresson)
9. När det lider mot jul (Det strålar en stjärna) (Ruben Liljefors, Jeanna Oterdahl)
10. När julen knackar på (Erik Linder, Nicklas Eklund)
11. Julsång (Cantique de Noël) (Adolphe Adam, Augustin Kock)
12. Vinternatt (Erik Linder, Johan Randén)
13. Ave Maria (Franz Schubert, Ture Rangström)

## Medverkande
- Erik Linder - sångare
- Fredrik Wide - piano, keyboard
- Bengan Andersson - trummor
- Sven Lindvall - kontrabas
- Sebastian Freij - violoncell
- Martin Lindqvist - saxofon
- Johan Randén - gitarr, bas, producent

## Listplaceringar
| Lista (2013) | Topplacering |
| ------------ | ------------ |
| Sverige      | 46           |

### Fotnoter
1. ↑  ”Röda dagar”. Swedishcharts. 26 februari 2013. http://smdb.kb.se/catalog/id/002961875. Läst 1 januari 2014.
2. ↑  ”Röda dagar”. Swedishcharts. 26 februari 2013. http://swedishcharts.com/showitem.asp?interpret=Erik+Linder&titel=R%F6da+dagar&cat=a. Läst 1 januari 2014.